# Siège de Gergovie
 (avril 2015).
Si vous disposez d'ouvrages ou d'articles de référence ou si vous connaissez des sites web de qualité traitant du thème abordé ici, merci de compléter l'article en donnant les références utiles à sa vérifiabilité et en les liant à la section « Notes et références ».
Guerre des Gaules
Batailles
- Magetobriga (60)
- Arar (58)
- Cavillonum (58)
- Bibracte (58)
- Ochsenfeld (58)
- L'Aisne (57)
- Le Sabis (57)
- Octodure (57)
- Morbihan (navale) (56)
- Vernix (56)
- Expéditions en Bretagne (55 et 54)
- Aduatuca (54)
- Avaricum (52)
- Gergovie (52)
- Lutèce (52)
- Alésia (52)
- Uxellodunum (51)

Le siège de Gergovie, en 52 av. J.-C., est une des batailles principales de la guerre des Gaules. Les forces gauloises rassemblées sous la conduite de Vercingétorix y repoussèrent victorieusement les assauts des légions romaines de Jules César, qui assiégeaient l'oppidum de Gergovie, à proximité de la cité arverne de Nemossos.

## Localisation

### Site officiel de Gergovie

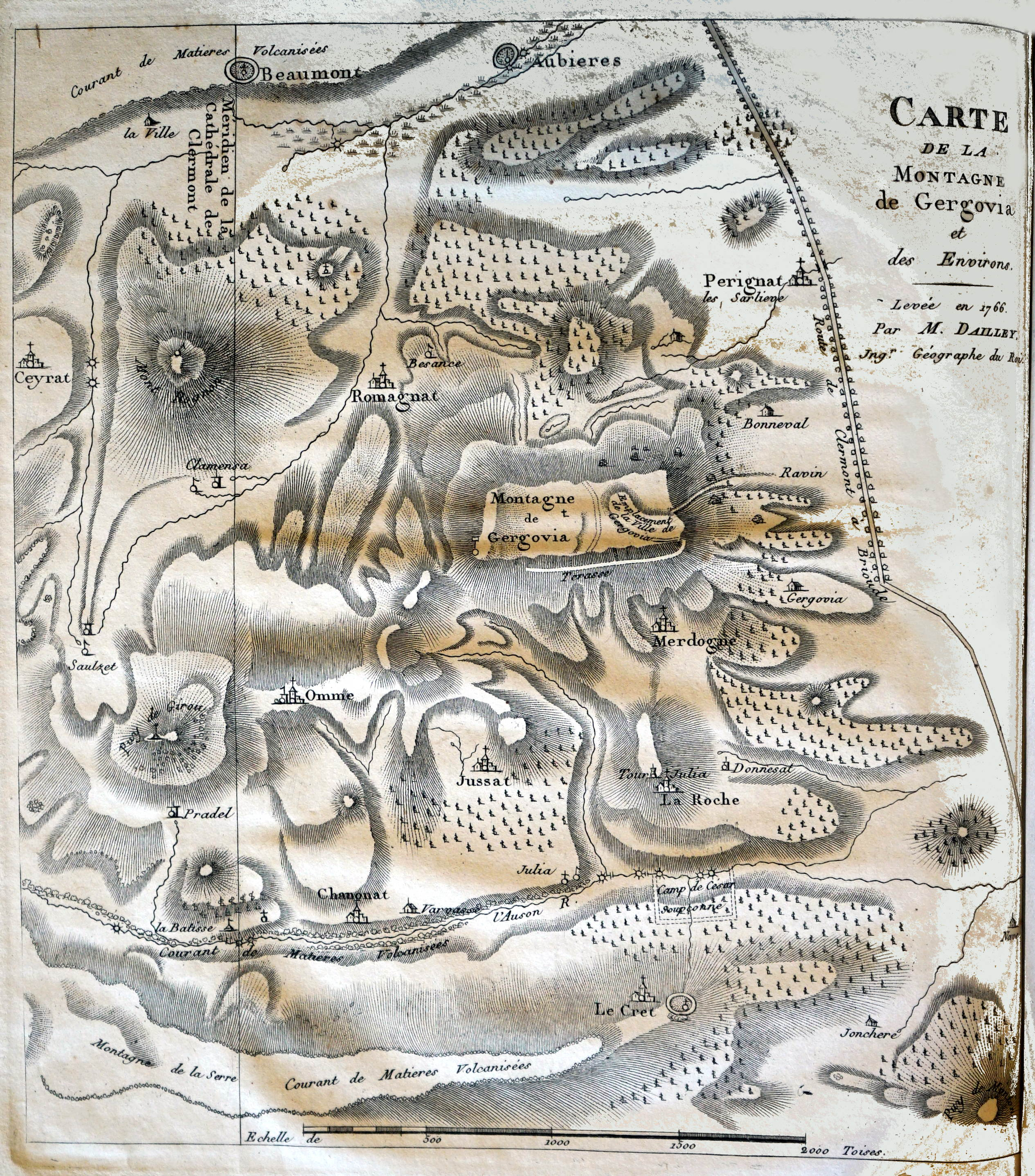
Sur une carte royale de Dailley en 1766, édité par Claude-Madeleine Grivaud de La Vincelle.

Carte de Simeoni : la plateau de Gergovie est dessiné sur la gauche de la carte.

Si c’est seulement depuis les fouilles de Napoléon III que le village de Merdogne a été rebaptisé Gergovie, le toponyme est bien attesté pour le plateau dès le Moyen Âge.
C’est d’abord sur la base de la toponymie que ce site fut proposé. Un lieu habité du nom de « Gergoia » est mentionné sur la pente ouest du plateau dès le Xe siècle.
Dès le XVIe siècle, le florentin Gabriel Simeoni avait proposé l’identification, se fondant sur l’indice toponymique. Au XVe siècle, des érudits tel que Scaliger, Jean Savaron, ou Adrien de Valois expriment le même avis. La découverte de restes gaulois et gallo-romains sur le plateau appuya cette hypothèse.
En 1995, le Service régional de l'archéologie lance une série de sondages archéologiques et réexamine le site de Gergovie sur la commune de La Roche-Blanche. Ces fouilles menées par Vincent Guichard confortent selon lui l’identification traditionnelle et officielle : les fouilles de l’époque de Napoléon III, menées par le colonel Stoffel furent confirmées et du matériel militaire romain d’époque républicaine retrouvé dans les fossés. Le site de Merdogne est aujourd'hui accepté, par la communauté des historiens et archéologues : la publication de l'important ouvrage collectif et international sur les fortifications romaines en Gaule a en effet consacré les recherches de Vincent Guichard sur le site.
Plusieurs campagnes archéologiques sont depuis venues confirmer la localisation de l'oppidum de Gergovie, ainsi que des camps césariens.
La localisation de Gergovie à Merdogne n'a plus fait l'objet de contestation dans la littérature scientifique depuis la publication des fouilles de Yann Deberge et Vincent Guichard.

#### Contexte des 3oppida
La région de Clermont-Ferrand se distingue en effet au Ier siècle av. J.-C. par une importante densité humaine et un nombre d’agglomérations remarquable : aux oppida perchés de Gergovie et peut-être des Côtes, il faut ajouter ceux de Gondole et de Corent à 6 km de Gergovie, où des découvertes archéologiques exceptionnelles ont récemment été faites, la cité de Nemossos mentionnée par Strabon (d'emplacement aujourd'hui inconnu), et l’agglomération de plaine d’Aulnat, sans doute antérieure à ces sites. À partir des fouilles menées par Vincent Guichard on pensait que vers 70 av. J.-C. Corent aurait été abandonné au profit de Gergovie. Cette relative instabilité urbaine n’est pas surprenante dans le monde celtique de cette période, mais elle ne favorise pas l’identification des lieux. Les campagnes de fouilles menées en 2007, essentiellement à Corent, mais aussi à Gondole et sur le plateau de Gergovie ont bouleversé la donne : les sites de Gondole et de Corent ont été occupés de manière contemporaine et simultanée et Corent a sans doute été l'un des trois centres urbains des Arvernes jusque dans les années 50 av. J.-C..
Ces nouvelles données vont certainement conduire à considérer à nouveau topographie et positions géographiques dans le texte de César.
Selon Matthieu Poux (professeur d'archéologie, université de Lyon-II), l'emplacement de la bataille ne fait plus de doute : les combats ont eu lieu sur le site de Merdogne. En revanche, la nature exacte de l'organisation de l'agglomération principale des Arvernes doit être reconsidérée. Il est possible que le toponyme « Gergoia » se soit appliqué anciennement à un périmètre beaucoup plus vaste, couvrant également les sites de Corent, de Gondole et du Bay. La cohabitation, au milieu du Ier siècle av. J.-C., de ces différents gisements éloignés de 5 à 6 km seulement constitue désormais un fait avéré et elle est incompatible avec la vision d'un site urbain unique, limité à l'actuel plateau de Gergovie.
Par ailleurs, le site de Corent est le seul des trois oppida du bassin clermontois à avoir livré les vestiges d'un centre urbain comparable à ceux reconnus dans d'autres capitales du monde antique. Il est aussi le seul dont l'occupation s'étend sur la presque totalité du siècle qui précède la bataille, entre les années 130 et 50 avant notre ère. Par contraste, l'essentiel des vestiges mis au jour dans le même temps sur le plateau de Gergovie sont postérieurs à la conquête ou au mieux contemporains du siège.
L'extrême rareté des découvertes antérieures, abondamment documentées sur les sites voisins de Gondole et de Corent, semble exclure qu'il ait jamais constitué la capitale du peuple arverne indépendant. Même s'il reste indissociable du toponyme de Gergovie, il est possible qu'il n'ait constitué qu'un lieu de refuge inhabité, une citadelle militaire sur lequel se serait cristallisé le conflit de 52.

### Une localisation débattue
Yves Texier, professeur de latin (université Bordeaux-III) a consacré sa thèse de doctorat (Clermont Ferrand II, 1995) à la localisation de la bataille, confrontant les deux sites à travers une analyse essentiellement philologique. Il opte finalement pour une hypothèse privilégiant les Côtes de Clermont.
En dehors de la communauté scientifique, le consensus ne s’est pas pour autant établi, et la thèse des Côtes de Clermont-Ferrand garde des partisans autour de la métropole auvergnate.
À l’instar d’Alésia, le site de la bataille de Gergovie fut également l'objet d'une controverse de localisation, quoique moins connue.
Par bien des aspects la controverse rappelle celle d’Alésia. Les opposants au site officiel s’appuient avant tout sur le texte de César, et l’on peut retrouver entre les deux parties une querelle entre philologues et historiens. Les seconds accusant les premiers de surévaluer l’information que l’on peut tirer du texte latin. Des aspects plus locaux sont aussi à souligner, et, comme pour Alésia, l’opposition initiale au site officiel répond sans doute à des considérations en partie politiques, car Napoléon III est autant attaché au site de Gergovie-Merdogne qu’il l’est à celui d’Alésia-Alise-Sainte-Reine. La querelle se teinte alors souvent de régionalisme contre une interprétation officielle suspecte.
La querelle et sa persistance se comprennent cependant mieux dans le cas de Gergovie que dans le cas d’Alésia. En effet d’une part les sites concurrents sont très peu éloignés l’un de l’autre, à proximité de Clermont-Ferrand : le site officiel au sud, celui des Côtes au nord. D’autre part les deux sites portent des traces archéologiques incontestables d’occupation gauloise à une période proche de la bataille, à la différence du site concurrent d’Alésia-Alise, celui de Syam, où la preuve définitive d’une occupation laténienne n’a pas été apportée. Il a été cependant très difficile de dater plus précisément ces oppida et encore plus d’apporter la preuve que l’un ou l’autre était la capitale des Arvernes en 52 av. J.-C..

### Site des Côtes de Clermont

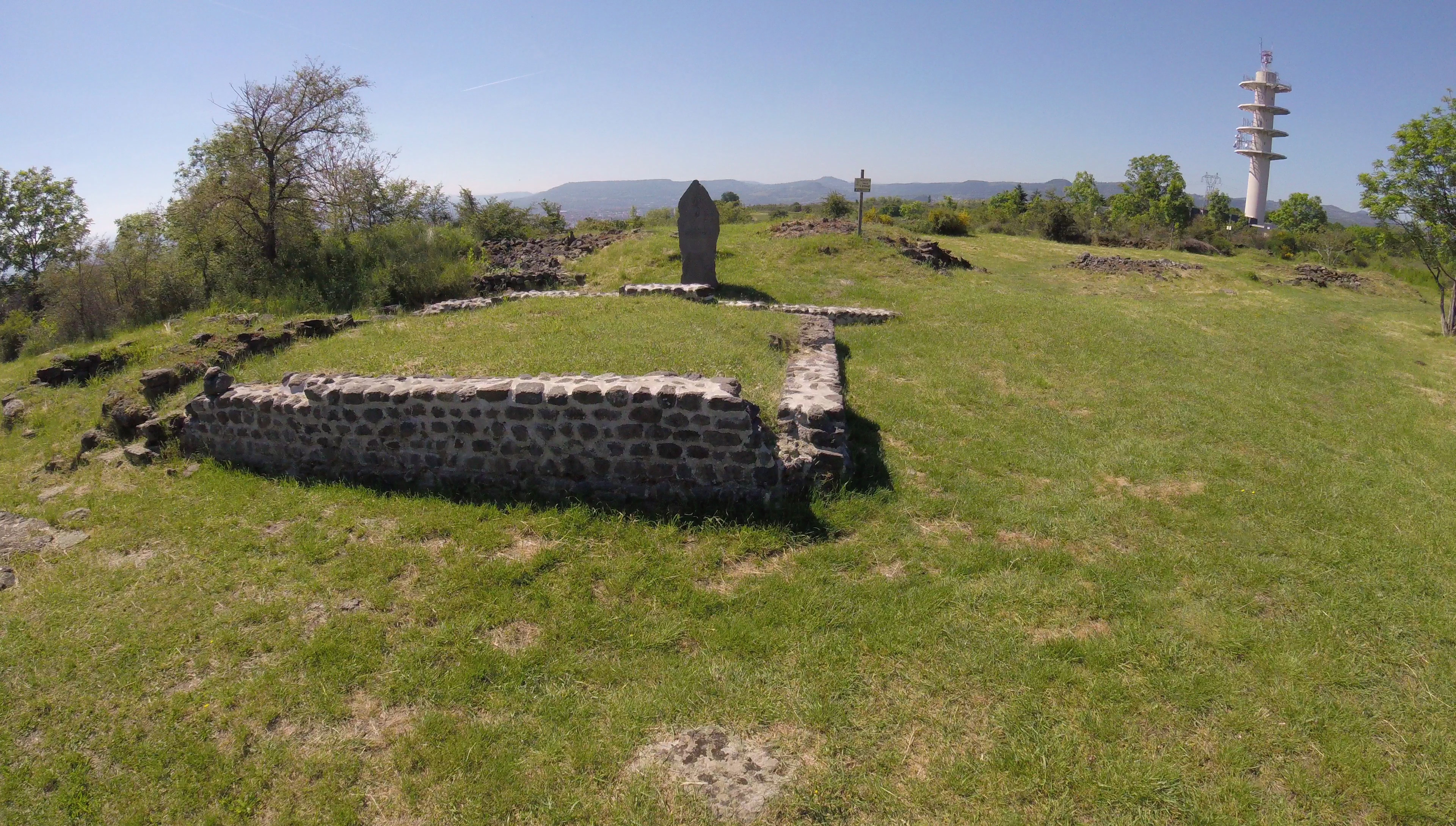
Vestiges de l'Oppidum, sur le plateau dit des Côtes de Clermont.

Si, pour Alésia, le site d’Alise fut contesté dès le XIXe siècle, ce n’est qu’en 1933 que le site des Côtes de Clermont fut proposé en alternative au site officiel, par Maurice Busset.
Maurice Busset, sur la base de fouilles maladroites, selon les mots mêmes des partisans du site des Côtes, ne fut pas réellement suivi si ce n'est par Auguste Audollent, Pierre de Nolhac et Desdevize du Dézert.
À partir de 1952 cependant, Paul Eychart s’attache à donner des bases plus solides à l’hypothèse des Côtes de Clermont. Des sources, des habitats gaulois et des soubassements de constructions sont trouvés au sommet des Côtes.
L’hypothèse des Côtes place le petit camp de César au sommet de la colline de Chanturgue, encore aujourd’hui épargnée par l’urbanisation, et le grand camp à l'emplacement de la ville actuelle de Montferrand, au plan rectangulaire très caractéristique. Les menaces sur le site des Côtes ont fait que le combat pour la localisation historique est aussi devenu un combat pour la sauvegarde d’un lieu progressivement détruit par l'activité industrielle : de querelle érudite, le débat s’est porté sur les modalités de l’expansion urbaine de l’agglomération clermontoise et sur la pertinence de l’exploitation des carrières de basalte dans cette région du Puy-de-Dôme.
Le travail d’Yves Texier a apporté une solide caution philologique à l’hypothèse, mais, s’il fut seulement publié en 1999, il avait été élaboré pour l’essentiel avant les dernières fouilles menées sur le site officiel. Pour les associations locales attachées au site, la controverse est toujours vive, parce que les fouilles approfondies sur les Côtes, qui, selon ces associations, pourraient être déterminantes, n'ont toujours pas été autorisées, alors qu'une grande partie du site est en cours de destruction par l'exploitation des carrières de basalte. Ces fouilles sont donc indispensables et elles doivent être entreprises au plus vite, avant la destruction du site.
Les opposants à la théorie des Côtes de Clermont mettent en avant l’absence de trouvailles archéologiques incontestables : ainsi la présence d’un camp romain sur la colline de Chanturgue n’a pas convaincu la majeure partie des archéologues et les restes topographiques mis en avant pour soutenir l’hypothèse sont difficilement compatibles avec un petit camp provisoire de la fin de l’époque républicaine. Les partisans du site officiel mettent aussi en avant le caractère secondaire et limité de l’occupation humaine celtique au sommet des Côtes, V. Guichard n'y reconnaissant pas de fortifications caractéristiques de l'époque. Le mobilier archéologique découvert par M. Eychart (voir les planches publiées dans son ouvrage) sur le site des Côtes et ses abords immédiats se rapporterait à une période d'occupation bien antérieure à l'épisode de la guerre des Gaules, en très grande partie datable des IIIe – IIe siècle av. J.-C. L'occupation du Ier siècle av. J.-C., moment de la conquête, y est plus discrète.
Par ailleurs, les récentes découvertes de Corent permettent de mieux connaître la fin de l’époque gauloise indépendante et renforcent l'hypothèse d’un emplacement de la capitale de Vercingétorix sur le plateau de Merdogne, fort proche de Corent. Enfin, le suivi systématique des aménagements urbains et de l'extension de la carrière, dans le cadre de l'archéologie préventive par l'AFAN puis l'INRAP, sur et aux abords du site des Côtes ainsi que sur le secteur de Montferrand n'ont jamais permis la découverte de vestiges se rapportant à cet épisode de la fin de la période gauloise. Actuellement l'hypothèse des Côtes de Clermont n'apparaît plus dans la littérature scientifique traitant de la question.

## Histoire
Le récit de la bataille dépend avant tout de celui de César, source qui n'est évidemment pas objective et tente de masquer au mieux la défaite. Comme pour le reste du récit césarien, il faut donc prendre le texte de César avec la critique historique nécessaire.

### Forces en présences

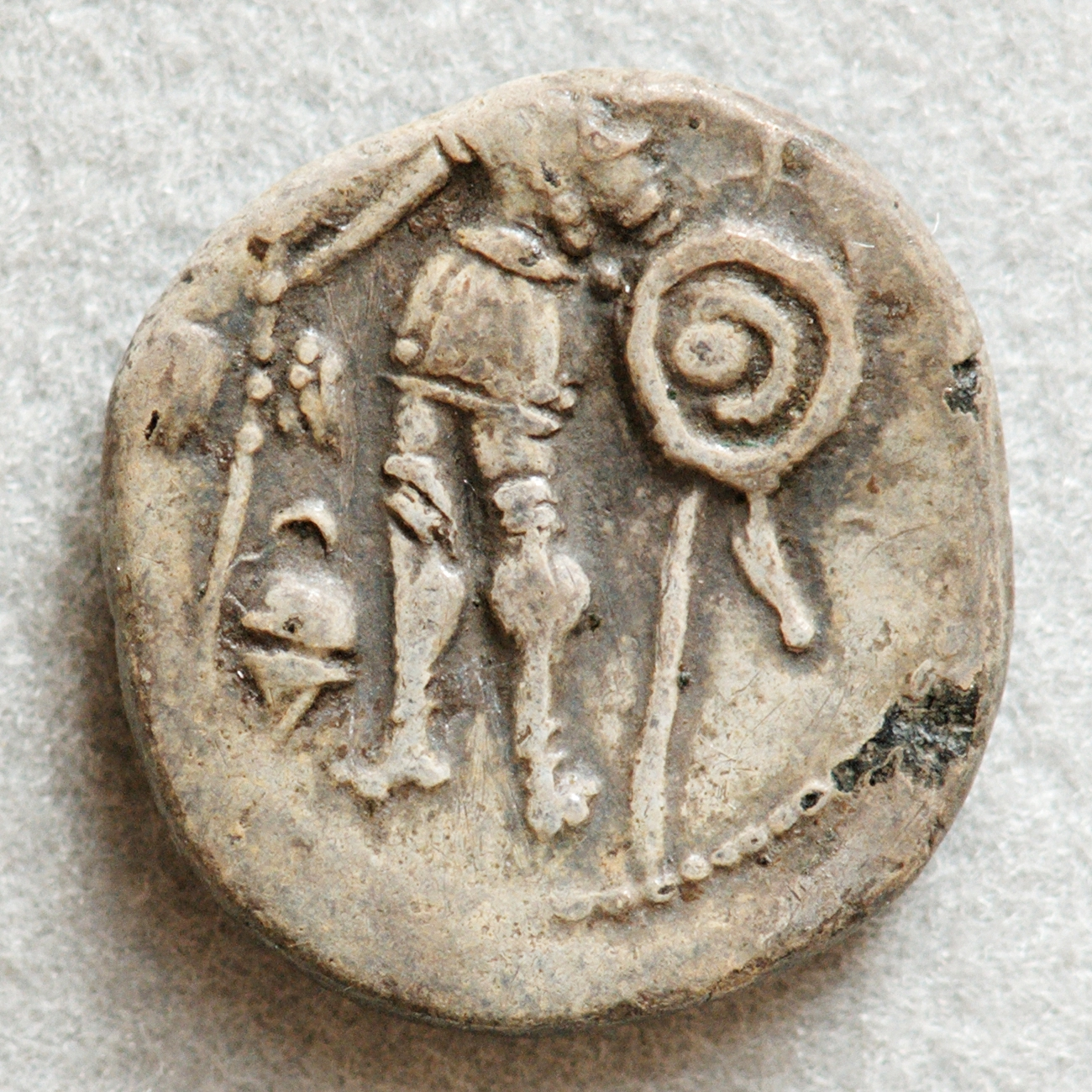
fig. 2 : soldat arverne sur une monnaie trouvée en Auvergne

Jules César dispose de 6 légions ; les 4 autres sont sous le commandement de Labiénus qui mène des batailles plus au nord contre les Parisii et les Sénons. Ses alliés gaulois sont de moins en moins nombreux et leur fidélité plus fragile. Les dirigeants des cités gauloises se sont divisés, y compris au sein des alliés les plus fidèles, les Éduens. À Decize, César, à l'issue du siège d'Avaricum, est intervenu dans les affaires politiques des Éduens et pensait les avoir réglées en sa faveur en choisissant Convictolitavis comme magistrat suprême des Éduens.
Avec les Arvernes et leurs alliés Bituriges, César se trouve confronté à l'un des peuples les plus prestigieux, riches et les plus puissants des Gaules.
L'archéologie a récemment révélé la densité de l'occupation Arverne antique dans la plaine de la Limagne et ses abords. Elle a aussi confirmé les témoignages antiques, essentiellement celui de Posidonios, sur le faste des rois arvernes de la fin du IIe siècle avant notre ère. Si les Arvernes avaient été déjà vaincus par les Romains lors de la conquête de la future Narbonnaise, et étaient restés prudemment neutres lors des débuts de la guerre des Gaules, leur puissance et leur richesse étaient toujours considérables. César cependant espérait peut-être que des dissensions éclateraient au sein des Arvernes : la prise de pouvoir de Vercingétorix était récente et des notables arvernes s'y étaient opposés, comme Gobannitio, l'oncle de Vercingétorix.

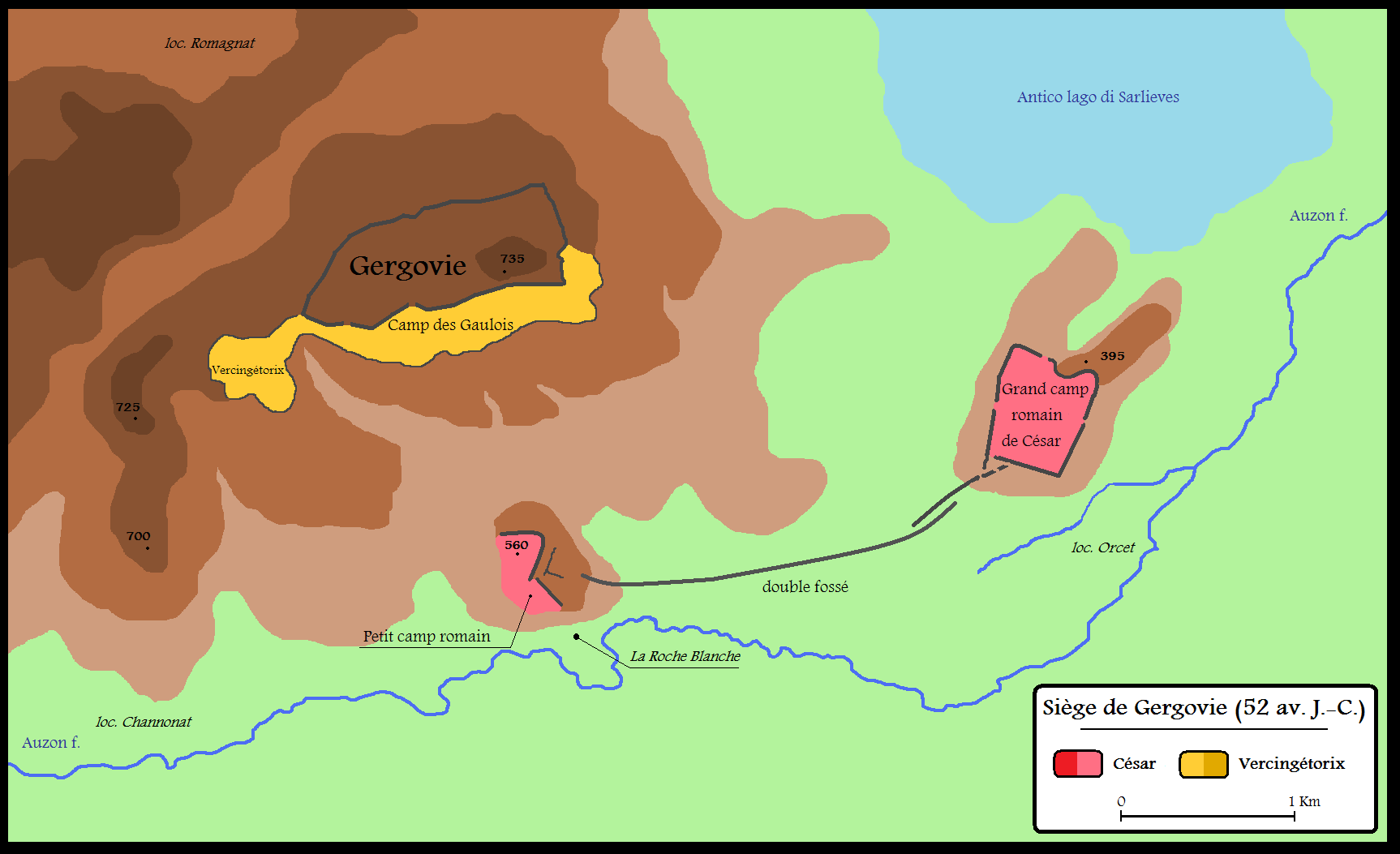
Siège de Gergovie par César,,,.

Mais du côté Gaulois, la légitimité de Vercingétorix semble s'être accrue, et la défaite d'Avaricum a entériné son discernement et son sens stratégique plus qu'elle n'a entamé le moral des Gaulois, dont les pertes sont annulées par des ralliements. Le décompte exact des forces gauloises est inconnu, mais la plus grande partie des forces de la coalition était présente revenue depuis Avaricum et a été renforcée de récents ralliements, comme celui des Nitiobroges venus d'Aquitaine ou des Rutènes et des Gabales venus du sud du pays arverne.
César et ses troupes arrivent sur place depuis le nord en suivant le cours de l'Allier sur la rive droite. Après un franchissement de l'Allier qui nécessita la ruse, César parvient en quatre étapes à Gergovie.

### Dispositions des troupes
L'oppidum (70 ha) et les sommets voisins sont occupés par les troupes de Vercingétorix.
Compte tenu des difficultés d'accès à l'oppidum constatées par César, le siège de la ville n'est décidé qu'après avoir assuré l'approvisionnement des troupes. César fait d'abord construire un grand camp et cherche à améliorer ses positions, d'autant plus que des engagements réguliers ont lieu. Il utilise alors deux légions pour déloger une troupe gauloise d'une colline proche de l'oppidum. Il y fait installer un petit camp ainsi qu'un double fossé de douze pieds de large qui permet aux Romains de circuler entre les deux camps en étant protégés des forces ennemies.

### La cavalerie éduenne
À ce moment-là du siège, César dispose encore du soutien des Éduens qui doivent lui envoyer des cavaliers.
Toutefois, c'est sans compter sur Convictolitavis qui tente de faire comprendre à certains jeunes Éduens — notamment Litaviccos — que leur aide serait plus précieuse aux Gaulois qui se battent pour l'indépendance de leur territoire, la Gaule.
C'est ainsi que les Romains font face dans les derniers jours à la défection de ce peuple, qui était jusqu'alors leur principal soutien. Derrière les motivations de ce retournement, telles que rapportées par César - corruption et volonté d'indépendance - il faut deviner un basculement politique dans le cadre de luttes politiques internes aux cités gauloises (voir S. Lewuillon, 1999).

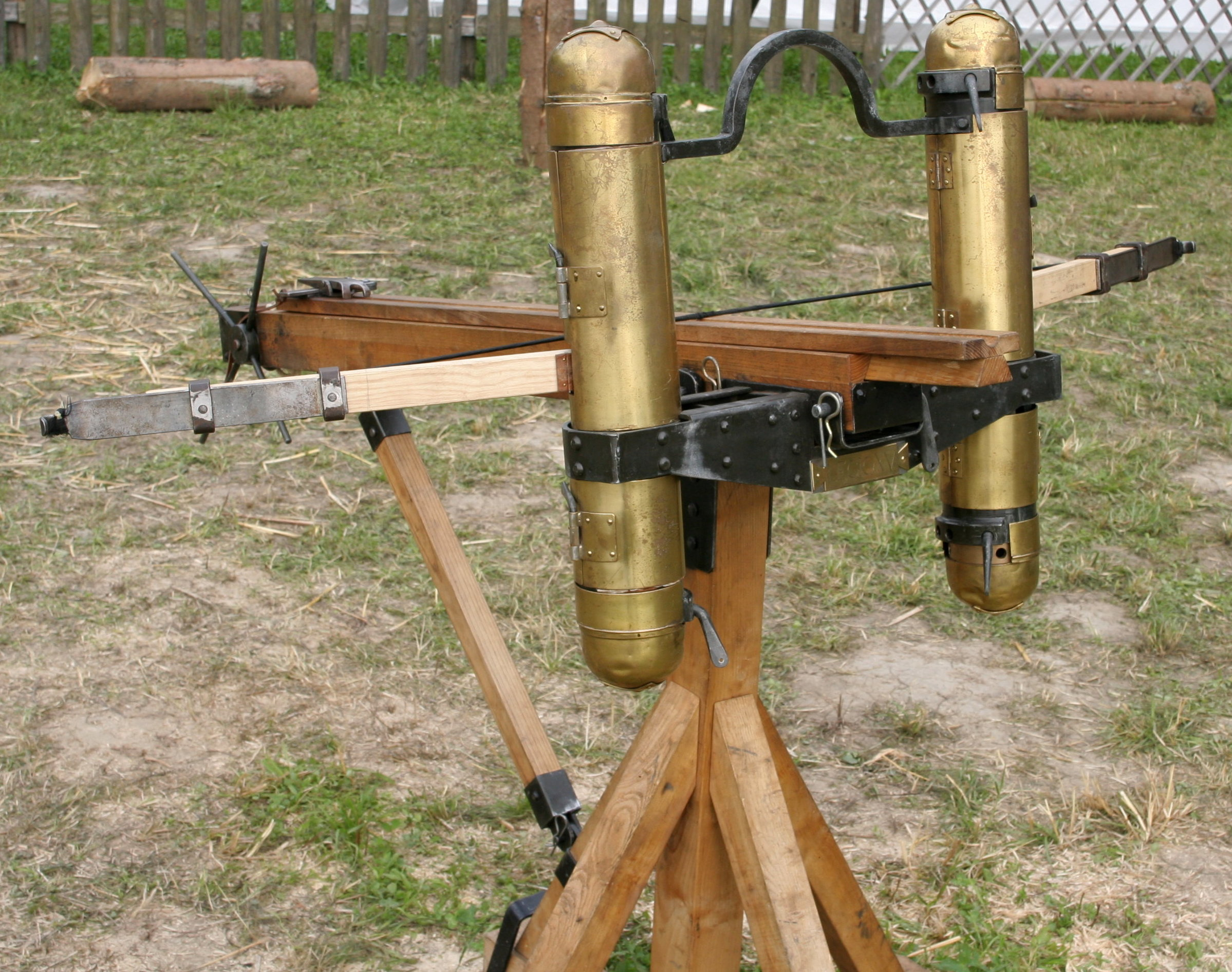
fig. 3 : reconstitution moderne d'une baliste romaine

La menace est grave : la cavalerie éduenne pourrait prendre à revers les Romains et elle compte dix mille hommes. C'est donc un piège décisif qui peut se refermer sur l'armée romaine. César, mis au courant de cette action par Éporédorix, un notable éduen, quitte immédiatement sa position à Gergovie pour aller à l'encontre de ces Éduens. Il prend pour cela la tête de quatre légions et de toute la cavalerie. Deux légions seulement restent aux camps, dirigées par le légat Caius Fabius. César parvient à ramener une grande partie des troupes éduennes à l'alliance romaine alors que celles mises sous le commandement de Litaviccos ont tôt fait d'atteindre l'oppidum de Gergovie.
Durant l'absence de César, les Gaulois attaquent les camps romains. César, informé de cette attaque, rentre de nuit vers Gergovie et les camps romains. Il arrive avant le lever du soleil. Bien qu'inférieures en nombre aux assaillants gaulois, les troupes de Fabius ont tenu, en particulier grâce à leur artillerie (catapultes et balistes, voir figure 3).
Le piège qui aurait pu anéantir César et ses troupes a été déjoué de justesse, mais la position des troupes romaine et alliées n'en est pas meilleure pour autant.

### L'échec de la tentative d'assaut romaine

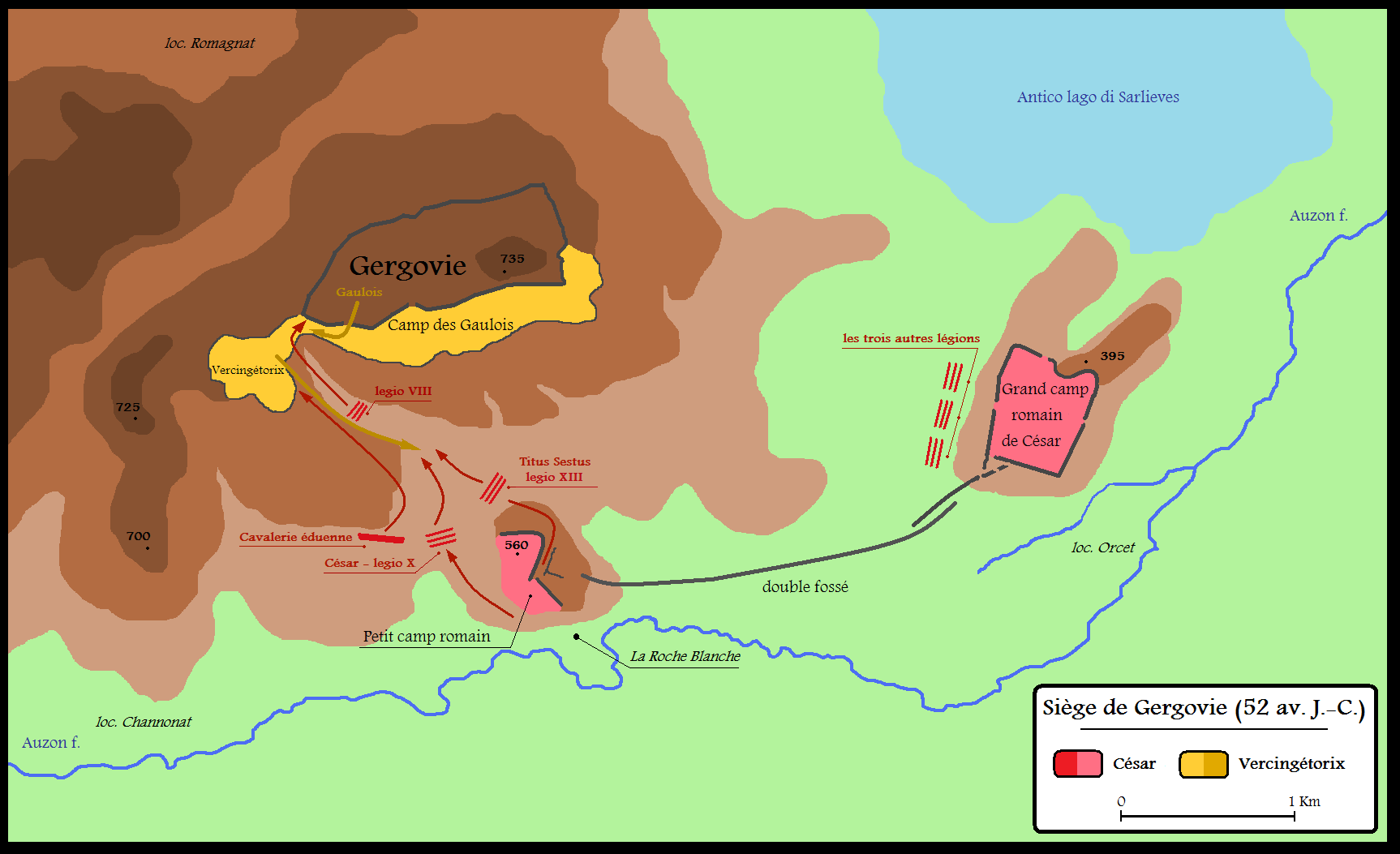
Tentative d'assaut de Gergovie par César,,,

César tente ensuite une ruse pour vaincre l'assiégé ; il feint de vouloir prendre une colline qui auparavant était envahie de Gaulois. Pour cela, il y envoie des troupes ainsi que des légionnaires déguisés en cavaliers. Pendant ce temps, il fait passer le gros de ses troupes du grand camp au petit camp grâce au double fossé. Les Éduens qu'il a réussi à rattacher à son mouvement font une attaque par la droite en sortant du grand camp.
Cela semble fonctionner jusqu'au moment où César, à la tête de la dixième légion, voyant ses soldats rejetés, sonne la fin du combat. La topographie déjoue ses plans, et bon nombre de ses troupes n'entendent pas ce signal et continuent à se battre jusqu'au-dessous des remparts, notamment des soldats de la huitième légion. De plus, ils confondent les Éduens qui manœuvraient en diversion sur leur flanc, avec les assiégés.
Vercingétorix, parti défendre le camp gaulois attaqué, revient vers Gergovie et lance alors une charge de cavalerie qui disloque les légions romaines, lesquelles doivent ensuite à nouveau faire face à l'infanterie gauloise. La retraite ordonnée par César s'opère alors dans de très mauvaises conditions et les Romains essuient des pertes importantes. L'armée romaine ne rétablit sa position que lorsque les soldats qui étaient parvenus jusqu'au rempart, et qui avaient pu réchapper à la charge et à la mêlée, font la jonction avec la dixième légion et des troupes de la treizième. Vercingétorix ne lance pas de poursuite plus avant, il tient la victoire. Le siège n'est plus tenable et les risques sont trop grands, compte tenu des maigres troupes rassemblées par César.
Les Gaulois sont donc vainqueurs, malgré des pertes inconnues mais néanmoins jugées faibles et inférieures à celles des Romains et de leurs alliés. Jules César, quant à lui, admet des pertes d'environ sept cents légionnaires accompagnés de quarante-six centurions. Cependant, ces chiffres sont probablement faux, César voulant cacher l'ampleur du désastre qui l'a poussé à fuir le territoire arverne afin de garder la confiance du Sénat. De plus il omet également les pertes de ses alliés éduens, dont sans doute plus de mille ont péri, sous le double impact des Arvernes et des Romains, se trompant d'adversaires.

### La retraite vers le nord de la Gaule
César décide de quitter les lieux en faisant croire qu'il part pour soutenir Labiénus dans ses batailles et ne montre nullement qu'il vient de faire face à un échec cuisant.
Après avoir tenté en vain de provoquer une bataille en rase campagne, les Gaulois étant restés dans l'oppidum et ne sortant que pour quelques escarmouches, César et ses armées quittent l'Arvernie (actuelle Auvergne) défaits, en reprenant l'itinéraire longeant l'Allier. Les cavaliers éduens quittent définitivement la colonne de César.
L'alliance romaine avec les Éduens est morte et ces derniers se rangeront du côté de leurs vainqueurs, les Arvernes.
Si le chef romain a évité le piège consécutif au retournement politique des Éduens, réussissant in extremis et momentanément à reprendre le contrôle de leur cavalerie, il a échoué à reprendre le contrôle total de la situation, et il doit manœuvrer dans des contrées de plus en plus hostiles.

## Sources archéologiques

### Les remparts de Gergovie
Les fouilles du colonel Stoffel dans les années 1860 mirent au jour des fossés, à la suite desquels on situe le petit camp de César sur la colline de La Roche-Blanche (5,5 ha) et le grand camp à la Serre d’Orcet (35 ha). Des fouilles menées de 1936 à 1939 retrouvèrent les fossés, mais leur publication médiocre ne permit guère l’exploitation des trouvailles. Les années 1940 virent des fouilles importantes menées sur le plateau (oppidum gaulois), notamment par les membres réfugiés de l’université de Strasbourg.
Les sondages entrepris en 1995 confirmèrent les trouvailles de Stoffel et permirent de mieux évaluer la taille antique des fossés, aujourd’hui très érodés. Du matériel bien daté de l’époque correspondant à la guerre des Gaules a été trouvé (amphore Dressel 1), ainsi que du matériel militaire romain (traits de catapultes en fer trouvés dans les fossés du petit camp). Pour de nombreux spécialistes de la période, comme Christian Goudineau, la démonstration était faite que Gergovie se trouvait bien sur le site officiel.
Une des dernières campagnes de fouilles a révélé une portion de rempart à la construction peu soignée, témoignant sans doute d'un travail fait dans l'urgence et qui pourrait correspondre aux fortifications improvisées que César signale dans son récit de la bataille.

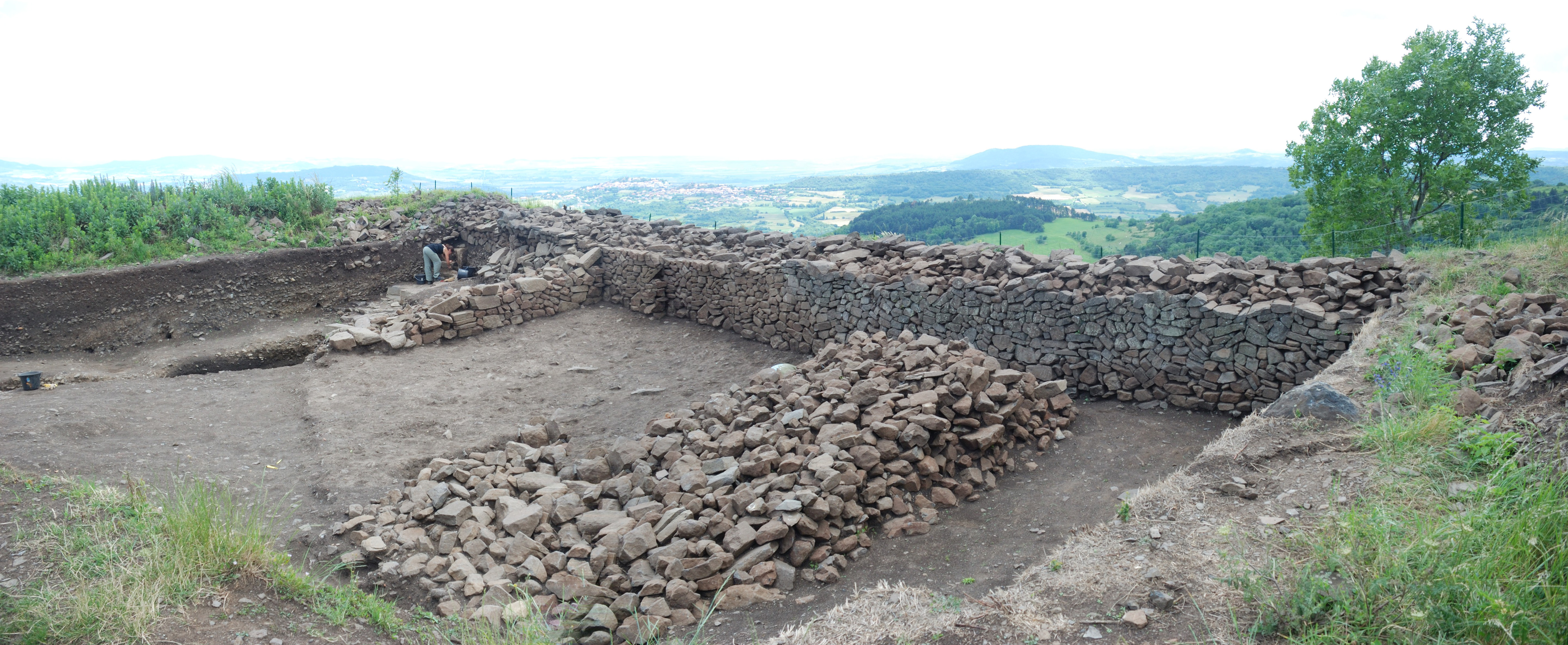
Le mur de l'oppidum découvert à la suite des fouilles archéologiques récentes.

Lors de la campagne 2007 les fouilles ont dégagé un trait de catapulte romaine figé en position primaire dans une fosse à quelques mètres du rempart. Cette trouvaille donne un terminus ante quem à la zone fouillée et selon les fouilleurs renvoie directement au siège de -52,. L’étude exhaustive des pointes de traits de scorpio retrouvées sur les sites de la guerre des Gaules a permis d’en préciser les caractéristiques. Ces objets sont majoritairement pourvus d’une tête pyramidale massive et haute, cette typologie s’inscrit dans un horizon chronologique qualifié de césarien. Bien que le trait s'écarte de la majorité des types de cet ensemble, notamment par ses dimensions, les responsables de la fouille estiment que compte tenu de la diversité morphologique de la série et de l'existence de traits de dimension semblable au Puy d'Issolud, il peut s'insérer dans la série des traits de catapulte de la guerre des Gaules, ses particularités ne suffisant pas à repousser l'explication de sa présence par le siège mené par César.

### Les inhumations de Gondole
À la confluence de l'Allier et de l'Auzon, le site de Gondole (Le Cendre, Puy-de-Dôme) est l'un des trois plus importants oppida arvernes. Cette place forte gauloise fut occupée durant les dernières décennies du second âge du Fer (entre -70 et -20 avant notre ère, période dite de « La Tène D2 ») et le début de la conquête romaine. Huit hommes et leurs chevaux, alignés quatre à quatre sur deux rangées, ont été dégagés à quelque 300 mètres à l'extérieur du rempart de la cité. Tous ont été enterrés simultanément dans une fosse rectangulaire, sur le flanc droit, têtes au sud et regard à l'est. Sept individus sont des adultes, le dernier est un adolescent. Presque tous ont le bras gauche en avant, souvent posé sur le squelette qui les précède. Aucune arme, parure ou offrande, aucun élément de harnachement n'ont été déposés. Il s'agit de chevaux gaulois (petits chevaux d'1,20 m au garrot). La présence de chevaux dans une sépulture gauloise est un fait exceptionnel.
La cause du décès des hommes et de leurs chevaux reste aujourd'hui totalement inexpliquée : aucune trace évidente de traumatisme ayant pu entraîner la mort n'a été observée sur les squelettes. Ces inhumations pourraient-elles être liées à quelque bataille ? La découverte de « charretées d'ossements humains et de chevaux » extraites aux environs immédiats durant le XIXe siècle laisse supposer un événement hors du commun. Si les affrontements engagés entre armées gauloise et césarienne viennent immédiatement à l'esprit (César, De bello Gallico, livre VII, 34-45), aucun élément, tant archéologique que chronologique, ne permet de confirmer cette hypothèse.

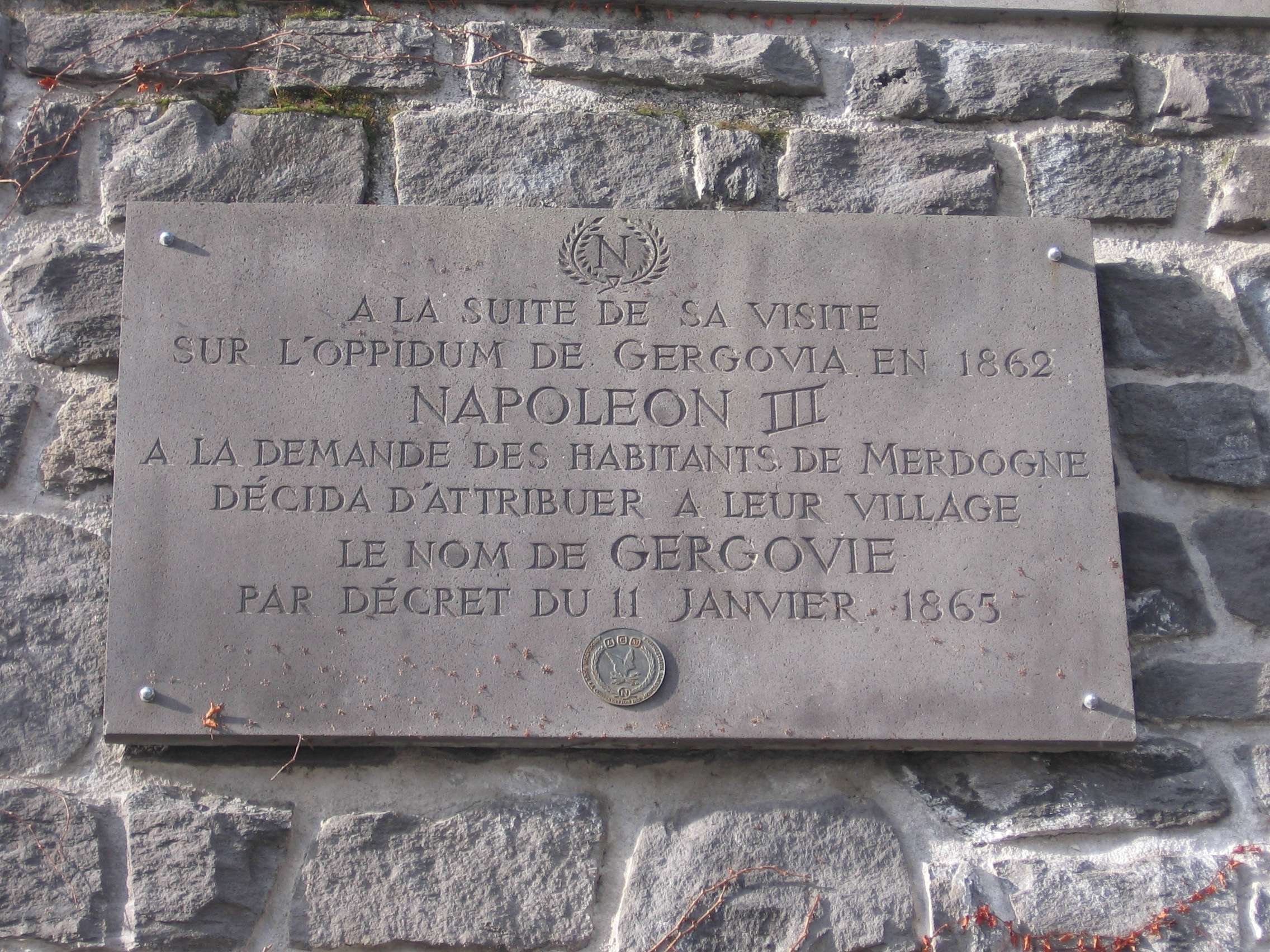
Plaque gravée après le passage de Napoléon III à Gergovie.

## Postérité
Au XIXe siècle, le nom de Gergovie est donné à l'ancien village de Merdogne par le décret du 11 janvier 1865 de l'empereur Napoléon III. Ce village dépend actuellement de la commune de La Roche-Blanche dans le Puy-de-Dôme à quelques kilomètres au sud de Clermont-Ferrand. Il se situe au pied du plateau de Gergovie qui est le lieu de la bataille de Gergovie.
Pour le président de l'INRAP, « les rois de France justifiaient leur présence par une lignée dont ils descendaient. Comme il est en rupture, Napoléon III a besoin de construire un autre roman national, une histoire des Français et il lui faut une documentation nouvelle. Il se met dans les pas des Gaulois de Vercingétorix et dans ceux de César dont il va écrire une histoire » en confiant une mission d'étude à la Commission de la topographie des Gaules, pendant l’été 1862.
En 1900, un monument commémoratif à Vercingétorix, œuvre de l'architecte clermontois Jean Teillard, est érigé à l'extrémité orientale du plateau.
En août 1942, le maréchal Philippe Pétain passe en revue des soldats de la Légion française des combattants. La cérémonie se déroule devant ce monument, dans la crypte duquel sont déposés des sacs de terre et de pierre apportés de toute la métropole et de chaque territoire de l'empire colonial français. L'analogie symbolique entre Vercingétorix et le maréchal mêle le sacrifice d'un homme qui « fait don de sa personne à la France » malgré la défaite, et l'ordre nouveau devant régénérer des troupes autrefois indisciplinées.
La promotion 2021-2023 de l'École militaire interarmes porte le nom de « Gergovie ».

#### Sources primaires
- Jules César, Commentaires sur la Guerre des Gaules, livre VII, 34-43
- Suétone, Vie de César, XXV
- Strabon, Géographie, IV, 2, 3

#### Publications contemporaines
- Yann Deberge (dir.) et Thomas Pertwieser (dir.), Les fortifications de l'oppidum de Gergovie. Bilan historique et nouvelles recherches, Clermont-Ferrand, Presses Universitaires Blaise Pascal, coll. « Terra Mater », 2019, 607 p. (ISBN 978-2-84516-850-3)
- Sylvain Foucras,  Sépultures de chevaux, devant Gergovie, archéologie des rituels gaulois, Presses Universitaires Blaise Pascal, collection Terra Mater, 2019, 279 p.
- Matthieu Poux (dir.), Sur les traces de César. Militaria tardo-républicains en contexte gaulois. Actes de la table ronde du 17 octobre 2002. Glux-en-Glenne : Bibracte, 2008, 462 pages (Bibracte ; 14).
- Paul Eychart, César est entré dans Gergovie, Éditeur Beauvoir, 2003  (ISBN 9782914356237)
- Yann Deberge et Vincent Guichard (avec la collaboration de M. Feugère, D. Leguet et D. Tourlonias), « Nouvelles recherches sur les travaux césariens devant Gergovie (1995-1999) », Revue archéologique du centre de la France, 2000, t. 39, pp. 83-111 [lire en ligne].
- Christian Goudineau, César et la Gaule, Paris, (1990) 2000.
- Serge Lewuillon, Vercingétorix ou le mirage d'Alésia, Paris, 1999.
- Yves Texier, La question de Gergovie : essai sur un problème de localisation, collection Latomus, Bruxelles, 1999. 417 pages (analyse essentiellement philologique, plaidoyer pour une révision de la localisation en faveur des Côtes de Clermont)
- Vincent Guichard, « Gergovie », in L’année terrible, L’Archéologue Hors série, no 1, 1998, pp. 30-33 (fouilles du site de la Roche Blanche, photographies des trouvailles : traits de catapultes et amphores Dressel 1).
- D. Leguet et D. Tourlonias,  Gergovie, Clermont-Ferrand, 1996 (guide du site officiel)
- Y. Zaballos, Gergovie, défaite de César sur les Côtes de Clermont, 1996 (brochure sur le site des Côtes).
- Paul Eychart, La destruction d'un site majeur : Gergovie, Éditions Watel, 1994.
- M. Provost, C. Mennessier-Jouannet, Carte archéologique de la Gaule, tomes 63/1 et 63/2, Paris, 1994
- Paul Eychart, La Bataille de Gergovie (Printemps 52 av. J.-C. : Les faits archéologiques, les sites, le faux historique, Éditions Créer, 1987  (ISBN 978-2-9028-9442-0) [lire en ligne]
- Paul Eychart, Chanturgue, camp de César devant Gergovie, Volume 10 de Auvergne de tous les temps, Collection Auvergne de tous les temps, Volcans, 1975.
- André Noché, Gergovie - Vieux problèmes et solutions nouvelles, Leiden, 1974.
- Paul Eychart, Gergovie, légende et réalité: Dessins de l'auteur. Étude critique et recherche du lieu de la bataille, Volume 8 de Auvergne de tous les temps, Collection Auvergne de tous les temps, Éditions Volcans, 1969.
- Paul Eychart, L'oppidum des côtes, Augustonemetum, Gergovie, Volume 1 de Auvergne de tous les temps, Collection Auvergne de tous les temps, Volcans, 1961.

#### Ouvrages de fictions concernant ou mentionnant la bataille
- Dans l'album de bande dessinée Vae Victis, tome 14 : Critovax : au-delà de l'ignominie ;
- Dans l'album de bande dessinée Astérix et la rentrée gauloise, lors d'un cours d'histoire, Panoramix demande à Obélix la date de la bataille de Gergovie.
- Dans l'album de bande dessinée Le Bouclier arverne, Astérix demande la localisation d'Alésia, sans obtenir de réponse.

### Émissions de radio
- « Gergovie à tout prix… », Carbone 14, le magazine de l'archéologie, sur franceculture.fr, 7 novembre 2020 (consulté le 8 novembre 2020)

### Filmographie
- Gergovie, archéologie d'une bataille, un film documentaire de 67 min réalisé par David Geoffroy, sorti en 2010.